# Ore ga Suki nano wa Imōto dakedo Imōto ja nai
Ore ga Suki nano wa Imōto dakedo Imōto ja nai (俺が好きなのは妹だけど妹じゃない n.đ. "Người tôi yêu là em gái mình nhưng em ấy không phải cô em bé bỏng nữa") và viết tắt là Imo-Imo, là một sêri light novel tiếng Nhật do Seiji Ebisu sáng tác và Gintarō vẽ minh hoạ. Một manga được thích nghi bởi Kō Narita ra mắt trong Monthly Dragon Age vào tháng 12 năm 2017, và một sêri anime truyền hình thích nghi bởi NAZ và Magia Doraglier được khởi chiếu từ ngày 10 tháng 10 đến ngày 19 tháng 12 năm 2018.

## Nhân vật
Yū Nagami (永見祐 Nagami Yū)
```
Con trai trưởng của nhà Nagami và là nhân vật chính của câu chuyện. Học sinh cấp Ba bình thường, không có tài năng gì nổi trội. Yu ước mơ được trở thành nhà văn nổi tiếng.
```

Lồng tiếng bởi: Tasuku Hatanaka
Suzuka Nagami (永見涼花 Nagami Suzuka)
Lồng tiếng bởi: Reina Kondō
Mai Himuro (氷室 舞 Himuro Mai)
Lồng tiếng bởi: Yui Ogura
Ahegao W Peace Sensei (アヘ顔Wピース先生)
Lồng tiếng bởi: Chinatsu Akasaki
Sakura Minazuki (水無月 桜 Minazuki Sakura)
Lồng tiếng bởi: Kazusa Aranami
Reika Shinozaki (篠崎麗華 Shinozaki Reika)
Lồng tiếng bởi: Eri Kitamura
Esaka (江坂さん)
Lồng tiếng bởi: Ayumi Mano
Haruna Kanzaka (神坂 春奈 Kanzaka Haruna)
Lồng tiếng bởi: Yua Nagae
Akino Kanzaka (神坂 秋乃 Kanzaka Akino)
Lồng tiếng bởi: Yui Nakajima

## Truyền thông

### Light novel
Seiji Ebisu xuất bản tập đầu tiên của light novel, với hình minh họa bởi Gintarō, vào năm 2016. Bộ truyện được xuất bản bởi Fujimi Shobo dưới ấn phẩm Fujimi Fantasia Bunko.
| #   | Ngày phát hành ja    | ISBN ja           |
| --- | -------------------- | ----------------- |
| 1   | 20 tháng 8 năm 2016  | 978-4-04-072033-3 |
| 2   | 20 tháng 12 năm 2016 | 978-4-04-072034-0 |
| 3   | 20 tháng 4 năm 2017  | 978-4-04-072271-9 |
| 4   | 19 tháng 8 năm 2017  | 978-4-04-072272-6 |
| 5   | 20 tháng 12 năm 2017 | 978-4-04-072557-4 |
| 6   | 20 tháng 4 năm 2018  | 978-4-04-072558-1 |
| 7   | 18 tháng 8 năm 2019  | 978-4-04-072862-9 |
| 7.5 | 20 tháng 10 năm 2019 | 978-4-04-072865-0 |
| 8   | 20 tháng 12 năm 2019 | 978-4-04-072863-6 |

### Manga
Một bộ manga thích nghi với hình minh hoạ của Kō Narita bắt đầu tuần tự trong tạp chí shōnen manga của Fujimi Shobo Monthly Dragon Age vào ngày 9 tháng 12 năm 2017.

### Anime
Một seri anime thích nghi được công chiếu từ 10 tháng 10 đến ngày 19 tháng 12 năm trên AT-X, Tokyo MX và các kênh khác. Bộ phim do Hiroyuki Furukawa đạo diễn, thích nghi với thiết kế nhân vật gốc của Gintarō. Yūichirō Momose xử lý thành phần sê-ri, Kisuke Koizumi đạo diễn phần âm thanh, và Yashikin sáng tác nhạc. Bộ phim được hoạt hình hoá bởi studio NAZ và công ty Magia Doraglier vừa thành lập của Furukawa. Nhạc mở đầu là "Secret Story" do Purely Monster trình bày. Seri chạy được 10 tập.
| STT | Tiêu đề | Ngày phát sóng chính thức |
| --- | --- | ------------------------- |
| 1   | "How my Sister and I Became Light Novel Authors" "Ore to Imōto ga Ranobe Sakka ni Natta Riyū" (俺と妹がラノベ作家になった理由)                          | 10 tháng 10 năm 2018      |
| 2   | "My Little Sister Aims for the Greatest Heights" "Ore no Imōto wa Doko Demo Takami o Mezasunda" (俺の妹はどこでも高みを目指すんだ)                      | 17 tháng 10 năm 2018      |
| 3   | "My Little Sister and I Are Light Novel Authors Together" "Ore to Imōto wa Nī de Hitori no Ranobe Sakkada" (俺と妹はニ人で一人のラノベ作家だ)           | 24 tháng 10 năm 2018      |
| 4   | "I Just Wanted to Catch Up to My Little Sister, That's All" "Ore wa Tada, Imōto ni Oitsukitakatta Dakenanda" (俺はただ、妹に追いつきたかっただけなんだ) | 31 tháng 10 năm 2018      |
| 5   | "I Love My Little Sister More Than Anything in the World" "Ore wa Imōto ga Sekai de Ichiban Daisukida" (俺は妹が世界で一番大好きだ)                     | 7 tháng 11 năm 2018       |
| 6   | "Our Hakuou Girl's School Culture Festival" "Ore to Imōto no Shirazakura Jogakuin Bunkamatsuri" (俺と妹の白桜女学院文化祭)                              | 14 tháng 11 năm 2018      |
| 7   | "My Sister and I Face a Doujinshi Contest We Can't Lose" "Ore to Imōto no Zettai ni Makenai Dōjinshi Kyohi" (俺と妹の絶対に負けられない同人誌対決)      | 28 tháng 11 năm 2018      |
| 8   | "About the Time I Got a New Little Sister" "Ore ni Atarashī Imōto ga Dekita Kudan ni Tsuite" (俺に新しく妹ができた件について)                           | 5 tháng 12 năm 2018       |
| 9   | "Our Special Training at the Theme Park" "Ore to Imōto-tachi no Yuenchi Tokkun" (俺と妹たちの遊園地特訓)                                                | 12 tháng 12 năm 2018      |
| 10  | "I Can Find My Little Sister Moe" "Ore wa Imōto ni Moete Ii" (俺は妹に萌えていい)                                                                       | 19 tháng 12 năm 2018      |

## Tiếp nhận
Bộ anime chuyển thể từ Ore ga Suki nano wa Imōto dakedo Imōto ja nai được phổ biến rộng rãi bởi người hâm mộ và các nhà phê bình anime đều có chung phản ứng cho chất lượng hoạt hình của nó. Brian Ashcraft của Kotaku miêu tả chương trình là một trong những thảm họa sản xuất đáng chú ý nhất năm 2018. Theo như phần credit của tập phim 2 cung cấp, lý do rất có thể khiến chất lượng hoạt hình giảm sút của loạt phim là do Buyu chịu trách nhiệm về key animation trái ngược với chính studio NAZ. Buyu là một công ty sản xuất chỉ phụ trách mảng hoạt hình ở giữa tập và hoàn thành hoạt hình trong tập 1. Ngoài ra, nhiều nhân viên riêng lẻ được credit thay vì các công ty đơn lẻ như nhiều bộ anime khác.